# Perenstroop
Perenstroop is een (ingedikte) fruitsiroop, die gemaakt wordt van peren.
De stroop wordt gemaakt door peren, eventueel met extra ingrediënten, tot moes te koken. Deze moes wordt met een doek gezeefd en het opgevangen vocht wordt ingekookt tot stroop.
Luikse stroop is een combinatie van peren- en appelstroop.